# Gracilisuchus

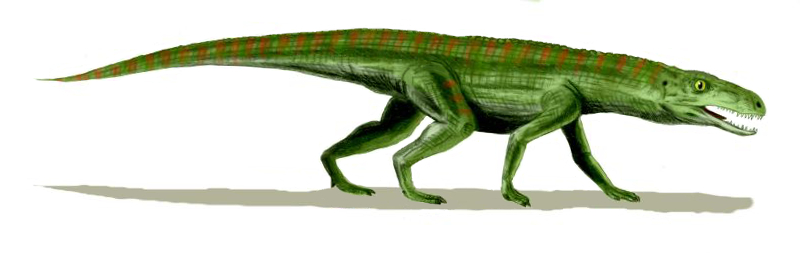
Phục dựng

Gracilisuchus là một chi pseudosuchia nhỏ (dài 30 cm) sống vào thời kỳ Trias giữa.